# Cloșca, Constanța
Cloșca este un sat în comuna Horia din județul Constanța, Dobrogea, România. La recensământul din 2002 avea o populație de 129 locuitori. În trecut s-a numit Muslu/ Musul. Nu departe se află Schitul Sfantul M. Mucenic Gheorghe ,unitate subordonată administrativ Arhiepiscopiei Tomisului.